# 高半胱氨酸
同半胱胺酸（英語：Homocysteine）又稱同型半胱氨酸、高半胱胺酸、類半胱胺酸，是胺基酸半胱胺酸的同系物，在支鏈部份硫醇基（-SH）前包含一個額外的亞甲基（-CH2-）。

## 化學

同半胱胺酸可以轉化形成甲硫胺酸或胱硫醚

高半胱氨酸的額外亞甲基使硫醇基更接近羧基，令它能起動化學反應形成一個五元環，稱為同半胱胺酸硫內酯。當胺基酸正常與它的毗鄰形成一個肽鍵就會產生這種反應。同半胱胺酸不適合與蛋白質混合，這是因含有同半胱胺酸的蛋白質會自行分解。
高半胱氨酸是從S-腺苷基蛋氨酸透過兩個反應步驟形成。並可逆形成蛋氨酸，或經過轉硫途徑而可逆為半胱氨酸或牛磺酸。雖然高半胱氨酸可逆回為半胱氨酸，但沒有證據顯示人類食用同半胱胺酸可取代半胱胺酸的攝取。

## 體內同半胱胺酸上升
缺乏維他命如葉酸（B9）、吡哆醇（B6）或鈷胺素（B12），作為生物化學反應的結果，都會造成體內同半胱胺酸囤積。
補充吡哆醇、葉酸、鈷胺素或三甲基甘氨酸會減少血液內的高半胱氨酸的濃度。體內高濃度的同半胱胺酸與內皮細胞的非對稱性二甲基精氨酸的高濃度有關。
高半胱氨酸的攀升在罕見的遺傳性疾病高胱胺酸尿症及缺乏亞甲基四氫葉酸還原酶。後者是較普遍而不常發現，而同半胱胺酸較高的人會容易患上血栓症及心血管疾病。
同半胱胺酸在高濃度的多酚抗氧化劑下會調降，而多酚抗氧化劑被認為是對心血管系統及免疫系統有某些健康益處。多酚抗氧化劑可以調降心血管疾病的重要化合物活性氧的形成。透過同半胱胺酸的自動氧化成活性氧會導致生物損害。

## 心血管風險
血清內高半胱氨酸的高水平是潛在心血管疾病的標記，也是造成中風的危險因子之一。目前研究的主題方向便是，同半胱胺酸本身是否存在問題，亦或現代問題的指標。
2006年有一項研究指出，雖然以攝取維他命降低體內的同半胱胺酸並不能於短時間內見效，但是在中風個案中卻顯著地降低了25%。縱然整體死亡率並沒有明顯改變，但亦會為患有嚴重動脈衰竭的病患帶來幫助。降低同半胱胺酸並非快速回復動脈結構破壞的方法。但是，生物化學強烈支持同半胱胺酸會促進動脈的三個主要結構（膠原蛋白、彈性蛋白及多醣蛋白）的衰退及阻止增生。高半胱氨酸將會永久性地造成半胱胺酸（其雙硫鍵架橋）及蛋白質內離氨酸的殘基降解，逐漸影響其功能及結構。簡單來說，高半胱氨酸是一種具腐蝕性，又能長時間存在的膠原蛋白及彈性蛋白，或達一生之久的結締組織蛋白質的物質。這種長遠的影響在臨床研究上是很難發現的。降低體內高半胱氨酸過高，其目的在於預防，雖然在治療上無法立即見效但為可行的方法。

## 骨質脆弱
體內同半胱胺酸偏高會增加老年人骨折的風險。同半胱胺酸雖然不會影響骨質密度。但會妨礙膠原蛋白纖維與組織的連接，進而影響體內的膠原蛋白。
維他命補充劑能減少同半胱胺酸對膠原蛋白的作用。由於老人因胃酸分泌減少，而不能有效地從食物中吸收鈷胺素（B12），便能以補充劑的方式改善。

## 外部連結
- 高同型半胱氨酸血症
- 同型半胱氨酸---心脑血管疾病的独立危险因子 （页面存档备份，存于）
- Methionine and Homocysteine
- Structure, Properties, and metabolism of Homocysteine